# Merrill Lynch
Merrill Lynch & Co., Inc. (NYSE: MER TYO: 8675 ) este o companie de servicii financiare globale.
Prin intermediul subsidiarelor și firmelor afiliate, compania furnizează servicii de capitalizare de piaţă investiţii bancare și consultanță, management financiar, gospodărirea bunurilor, asigurare, servicii bancare și servicii similare în întreaga lume.
Sediul companiei Merrill Lynch se găsește în New York City, ocupând toate cele 34 de etaje ale clădirii Four World Financial Center din Manhattan.
Datorită prăbușirii sistemului de creditare primar din domeniul locuințelor, așa numita the meltdown of subprime mortgage, în care Merrill Lynch a fost puternic implicată, spectrul falimentului companiei a apărut brusc vineri, 12 septembrie 2008, la deschiderea zilei financiare a bursei new-yorkeze.
Duminică, 14 septembrie 2008, puternica Bank of America a făcut o ofertă directă de achiziționare a firmei Merrill Lynch, ceea ce ar salva compania de la dezastru, dacă va fi aprobată de cele două corpuri de regulatori, respectiv de deținătorii de acțiuni.